# La nemica
La nemica è un film del 1952, diretto da Giorgio Bianchi, tratto dall'omonima opera teatrale di Dario Niccodemi.

## Trama
Roberto e Gastone sono cresciuti come fratelli, in realtà il primo è figlio illegittimo del duca che in punto di morte ha chiesto alla moglie Anna di accettare come figlio suo. Mentre tutti apprezzano il buon cuore e la generosità di Roberto, solo Anna si dimostra ostile nei suoi confronti, non accetta infatti l'idea che il titolo e i possedimenti passino al figlio illegittimo e non a suo figlio Gastone. La duchessa ha anche intenzione di fare sposare il figlio Gastone a Fiorenza, figlia di un diplomatico, ma la ragazza è interessata a Roberto, così come l'intrigante Marta, figlia del notaio di famiglia e quindi a conoscenza dei loro segreti.
Anche Roberto è innamorato di Fiorenza e soffre per l'ostilità di Anna, Marta fa alcune allusioni circa la sua nascita e lui crede che sia figlio di Anna e di un suo amore illegittimo e affronta la donna dicendole di non amarla di meno pur se lei non è stata fedele al padre. A questo punto Anna svela tutta la verità a Roberto che, disperato, parte per la guerra, seguito dal fratello Gastone che però rimane ucciso.
Ora Anna ha un unico figlio, l'illegittimo Roberto, che finalmente accoglie come proprio, e con cui condividerà lo struggente ricordo di Gastone.

## Produzione
La pellicola, di genere drammatico-sentimentale, rientra nel filone comunemente detto strappalacrime, molto in voga in Italia tra il pubblico negli anni del secondo dopoguerra (1945-1955), in seguito indicato dalla critica con il termine neorealismo d'appendice.

## Distribuzione
La pellicola venne distribuita nelle sale cinematografiche italiane il 26 novembre del 1952.
Venne in seguito distribuito anche in Francia, il 31 marzo del 1954, con il titolo L'Ennemie.

## Incassi
Incasso accertato a tutto il 31 marzo 1959: 563.279.031 lire dell'epoca, che ne fecero il quarto maggior incasso dell'annata cinematografica 1952-1953 in Italia, preceduto solo da Don Camillo di Julien Duvivier, Totò a colori di Steno e Canzoni di mezzo secolo di Domenico Paolella.